# Clan De Luca Bossa
Il clan De Luca Bossa è un sodalizio camorristico operante nella periferia est di Napoli, più precisamente nell'area del quartiere di Ponticelli e del comune di Cercola.

## Storia
Fondato da Antonio De Luca Bossa, classe 1971, detto 'o Sicco, per la sua corporatura snella. Umberto, padre di 'o Sicco, fu un cutoliano di ferro e nel 2008 morì per cause naturali.
Il clan De Luca Bossa fu ostile al cartello formato dai clan Fusco-Ponticelli e Sarno. 'O Sicco fu un feroce assassino del clan Sarno per poi scindere dallo stesso e creare un proprio quartier generale nel "Lotto 0" di via Bartolo Longo, una zona di Ponticelli sud. I due clan finirono in una sanguinosa guerra per il controllo del territorio, vinta dal clan Sarno.
La lunga e sanguinosa faida che ha visto contrapposte negli anni le famiglie De Luca Bossa e Misso-Mazzarella-Sarno, ha avuto il suo culmine nell'esplosione di un'autobomba all'uscita del carcere di Poggioreale che uccise il 25 aprile 1998 Luigi Amitrano, nipote di Vincenzo Sarno, e nell'agguato a Francesco Mazzarella, patriarca del clan omonimo, ma in realtà l'obbiettivo dell'agguato era il figlio Vincenzo detto 'o Pazzo. Il boss Antonio De Luca Bossa fu arrestato con l'accusa di esser stato il mandante dell'omicidio di via Argine. Durante il suo periodo da "detenuto" continuava a dare ordini al suo fedelissimo affiliato Giuseppe Mignano Peppe scé scé, che era l'autore materiale dell'attentato con l'autobomba, il quale divenuto il "boss del clan" in assenza di 'o Sicco tenne il controllo del quartiere fino alla sua uccisione avvenuta il 26 ottobre 2002 nei pressi del quartiere "Lotto 0". 
Dopo l'arresto le sue condizioni di salute si sono aggravate a tal punto da ricevere la scarcerazione per pochi giorni. Tuttavia, dopo la morte di Giuseppe Mignano – voluta dai fratelli Sarno ed ottenuta dal boss di Cercola Gianfranco Ponticelli –  e il conseguente sgretolamento del clan, questo fu totalmente eliminato dai potenti Sarno.

### Anni 2000
Negli anni 2000, grazie alla frequentazione di Teresa De Luca Bossa con Giuseppe Marfella, boss di Pianura, le forze dei due clan si uniscono nel combattere il clan Lago per il predominio del quartiere flegreo. Una riorganizzazione del clan ha luogo, interessato a riprendersi il controllo del quartiere di Ponticelli, approfittando dei numerosi arresti subiti e del pentimento di esponenti di primo piano del clan Sarno. L'arresto di Teresa De Luca Bossa a inizio 2010 mette un freno all'espansione del clan: prima camorrista detenuta con il regime del 41 bis, perde poco a poco il controllo del territorio, disputato da clan rivali, come i clan D'Amico (detti Fraulella) e i clan De Micco (detti i Bodo). Ne conseguono l'arresto di Christian Marfella, fratellastro di Antonio De Luca Bossa e un agguato a sua figlia Anna nel 2014, considerata la "reggente" del clan De Luca Bossa. Anna viene in seguito arrestata negli stessi mesi, fra il 2016 e l'inizio del 2017, di Umberto De Luca Bossa, figlio di Tonino 'o Sicco.

## Boss
- Antonio De Luca Bossa, detto 'o Sicco  — Arrestato. Condannato all'ergastolo.[18]

- Teresa De Luca Bossa — Arrestata

- Anna De Luca Bossa — Arrestata.[19] Condannata all'ergastolo.[20]

- Umberto De Luca Bossa (Figlio del boss 'o Sicco) — Attuale reggente del clan

- Emmanuel De Luca Bossa, detto Sangue Blu[21] (Figlio del boss 'o Sicco)  — Scarcerato

- Michele Minichini, detto 'a Tigre — Arrestato.[22] Condannato all'ergastolo.[23]

## La donna boss
Teresa De Luca Bossa: Donna Teresa, così veniva chiamata dai suoi fedelissimi. Moglie di Umberto De Luca Bossa, madre di Antonio. Quando Tonino finisce in manette è sua madre Teresa ad assumere il controllo del clan e lo fa da vero capo, nel rispetto delle regole della “vecchia camorra”, alternando violenza e diplomazia. Nel giugno del 2000, figura anche il nome di Donna Teresa tra quello dei 79 camorristi arrestati, accusati a vario titolo di aver partecipato all’omicidio di Luigi Amitrano. Per Teresa, quindi, l’accusa è di associazione per delinquere di stampo mafioso in quanto, si legge negli atti, membro di quel cartello conosciuto come Alleanza di Secondigliano, accusa che le porta una condanna a 8 anni di reclusione alcuni dei quali passati in regime di carcere duro. Una pena severa che però non scalfisce minimamente la sua fede nel “sistema“ e che non le ha impedito, tornata in libertà, di riprendere il suo posto al vertice del clan. Scarcerata dopo il primo arresto, Teresa, fece ritorno nella sua roccaforte in via Cleopatra il 13 novembre del 2009, accolta dai residenti del quartiere con tutti gli onori di casa. Gente in strada, applausi, baci, strette di mano, fuochi d’artificio, petardi ed una cena con tanto di brindisi finale. 49 giorni dopo, venne nuovamente arrestata: i rampolli del suo clan si erano presentati al cospetto di un imprenditore edile, imponendogli un’estorsione di 3000 euro. “Un regalo per donna Teresa”: questa la causale che i due gregari avevano affrancato a quella richiesta di pizzo. Oggi, Teresa De Luca Bossa è la prima donna detenuta in regime di 41 bis.

## Fatti recenti
Secondo quanto ricostruiscono gli inquirenti, dopo la cattura del giovane ras Michele Minichini (figlio di Ciro Minichini, detto ‘Cirillino’), arrestato con Anna De Luca Bossa per il suo coinvolgimento nell’omicidio di Raffaele Cepparulo avvenuto proprio al Lotto 0, i De Luca Bossa, insieme ai loro alleati, avrebbero trasferito la loro roccaforte nella vicina Barra ‘protetti’ dai legami con gli Aprea-Cuccaro.
Recentemente il clan ha fatto un’alleanza con i clan di Pollena Trocchia e Sant’Anastasia.
La notte del 19 marzo 2019, alcuni soggetti, ritenuti membri del clan, in sella a scooter avevano esploso numerosi colpi d’arma da fuoco contro le attività commerciali di Piazza Trieste e Trento, una delle piazze più frequentate, anche a tarda notte, del centro storico di Napoli.
Il 28 marzo 2019 I Carabinieri del Comando Provinciale di Napoli hanno dato esecuzione a un decreto di fermo a carico di 6 persone (di cui una minorenne) ritenute responsabili di detenzione e porto illegali d’arma da fuoco, spari in luogo pubblico e danneggiamento, reati aggravati da metodo e finalità mafiose per aver commesso il fatto avvalendosi della forza d’intimidazione del clan camorristico dei “Minichini-De Luca Bossa” e per mostrare superiorità nei confronti del clan Mariano.
Secondo la relazione della DIA, il gruppo formato dai Minichini e dai De Luca Bossa è tornato in auge, unitamente agli Schisa, costola dell’ex clan Sarno, alleandosi con gli Aprea di Barra e ai Rinaldi di San Giovanni a Teduccio con l’intento di imporsi nell’area est di Napoli scalzando i Mazzarella. Un sodalizio criminale frutto di una serie di alleanze strategiche che vede nel desiderio di ritornare a conquistare la gloria e il potere di un tempo.
Il 27 agosto 2019, il GIP del Tribunale di Napoli ha emesso un’ordinanza di custodia cautelare in carcere per Emmanuel De Luca Bossa, figlio di Tonino ‘o Sicco’. Emmanuel era già ai domiciliari per rapina e durante una recente perquisizione è stato trovato in possesso di una pistola.
Secondo gli inquirenti, dopo gli arresti di Umberto, Emmanuel, Anna De Luca Bossa e di Michele Minichini, le redini del clan sono passate tra le mani di Giuseppe De Luca Bossa, fratello di Tonino ‘o Sicco.
Il 18 settembre 2019, Anna De Luca Bossa e Michele Minichini furono condannati all’ergastolo insieme a Vincenza Maione, Cira Cepollaro e Luisa De Stefano, Antonio Rivieccio e a Ciro Rinaldi, boss del clan Rinaldi, imputati per l’omicidio di Ciro Colonna, vittima innocente e di Raffaele Cepparulo, ritenuto esponente del cosiddetto clan dei Barbudos.
Nel settembre 2019 è stato scarcerato Umberto De Luca Bossa, figlio di 'o Sicco. Umberto fu arrestato il 12 gennaio 2017, secondo gli inquirenti, ordinato proprio dal padre, per salvargli la vita, impedendo al giovane di finire nel mirino dei De Micco.
Dopo la scarcerazione di Umberto, il clan De Luca Bossa è considerato il più numeroso di Ponticelli.
Ancora nel settembre 2019, Tommaso Schisa, figlio di Roberto Schisa e della “pazzignana” Luisa De Stefano, ha deciso di passare dalla parte dello Stato, diventando un collaboratore di giustizia. Secondo gli inquirenti, è stata una decisione destinata a ridisegnare le sorti dei clan di Napoli est: il giovane è a conoscenza di tante informazioni sulle dinamiche dell‘alleanza che ha visto la sua famiglia, gli Schisa, legarsi ai De Luca Bossa e ai Rinaldi. Infatti, nel dicembre 2019, è stato riportato nei media le prime dichiarazioni fatte da Schisa sui clan dell'area est di Napoli, in particolare sui Rinaldi.
Il 31 ottobre 2019, Salvatore Ricciardi, ritenuto affiliato al clan, è stato arrestato dai Carabinieri con l’accusa di avere imposto il racket a una pizzeria di Cercola. Secondo gli inquirenti, Ricciardi è un esattore del clan, incaricato di riscuotere il pizzo ai commercianti.
Nel novembre 2019, Raffaele Romano, detto ‘Lelè, affiliato di primissimo piano del clan, ha deciso di passare dalla parte dello Stato, diventando un pentito.
Il 29 dicembre 2019, sono stati arrestati due esattori del clan, che, secondo gli inquirenti, imponevano tassi usurari fino al 720%. I due affiliati sono accusati di concorso in usura aggravata ed estorsione aggravata dal metodo mafioso. Ancora secondo gli inquirenti, le richieste di restituzione del denaro erano accompagnate da esplicite minacce di morte.
Secondo gli inquirenti, Umberto De Luca Bossa è l'attuale boss del clan e avrebbe scalzato lo zio Giuseppe De Luca Bossa.
Nel febbraio 2020, Emmanuel De Luca Bossa è stato scarcerato.
Il 29 ottobre 2020, la Squadra Mobile della Questura di Napoli e i Carabinieri della Compagnia di Torre del Greco hanno emesso due provvedimenti di fermo nei confronti di sette indagati, esponenti del sodalizio. Il primo provvedimento ha riguardato tre persone - tra cui l'attuale reggente del sodalizio, Umberto De Luca Bossa -, che avrebbero preteso, da una donna, una somma di denaro pari a euro 5.000, quale tariffa per conservare il possesso del suo alloggio popolare, sito nel quartiere Ponticelli. Il secondo provvedimento è stato invece eseguito a carico di quattro affiliati ed è scaturito a seguito di un tentativo di estorsione, che sarebbe stato consumato e continuato ai danni di un imprenditore il quale, dopo aver subito gravi danni alla sua concessionaria, avrebbe ricevuto una richiesta estorsiva di 50.000 euro.